# Martin Ericsson
Martin Ericsson (* 4. September 1980 in Gustafs) ist ein ehemaliger schwedischer Fußballspieler. Der Mittelfeldspieler, der seine Karriere in Schweden und Dänemark bestritt, debütierte 2004 in der schwedischen Nationalmannschaft.

## Werdegang

### Karrierestart in Schweden
Ericsson spielte in der Jugend bei IF Tunabro und IK Brage. 2001 wechselte er zu IFK Göteborg in die Allsvenskan. Hier war er auf Anhieb Stammspieler und verhalf mit fünf Saisontoren in seiner ersten Erstliga-Spielzeit zum Erreichen des vierten Tabellenplatz. Auch in der Spielzeit 2002 gehörte er an der Seite von Pontus Kåmark, Jonas Henriksson, Jon Inge Høiland und Bengt Andersson zur Stammformation, rutschte mit dem Verein jedoch in den Abstiegskampf. Erst in den Relegationsspielen gegen den Ortsrivalen Västra Frölunda IF schaffte er unter dem im Saisonverlauf neu verpflichteten Trainer Bo Johansson mit dem Klub den Klassenerhalt. Er konnte jedoch überzeugen und rückte in den Kreis der Nationalmannschaft auf. Am 22. Januar 2004 debütierte er bei der 0:3-Niederlage gegen Norwegen im schwedischen Nationaljersey.

### Auslandserfahrung in Dänemark
Im Januar 2004 wechselte Ericsson Dänemark zu Aalborg BK. Beim von seinem Landsmann Erik Hamrén betreuten Klub etablierte er sich auf Anhieb als Stammspieler, bei seinem Debüt in der Superliga gegen Aarhus GF erzielte er beim 1:0-Erfolg den spielentscheidenden Treffer. Zum Jahresende 2004 erhielt sein Treffer gegen Herfølge BK im Oktober des Jahres, bei dem er nach einem Alleingang vom eigenen Strafraum zum 3:0-Endstand traf, die Auszeichnung zum Tor des Jahres in Dänemark. Am Ende der Spielzeit 2004/05 zeichnete ihn zudem das dänische Fußballmagazin Tipsbladet als Spieler des Jahres aus.
Im Winter 2005/06 zog Ericsson innerhalb der Superliga weiter und ging zum amtierenden Meister Brøndby IF, bei dem er auf seine Landsmänner Johan Elmander und Marcus Lantz traf. Nach der Unterschrift unter einen Vier-Jahres-Vertrag erhielt er die Rückennummer „10“. Bis zum Saisonende erzielte er in 13 Spielen drei Tore und verhalf somit zur Vizemeisterschaft hinter dem FC Kopenhagen und damit zur Qualifikation zur Royal League 2006/07. Dort zog er an der Seite von Chris Katongo, Thomas Rasmussen und Thomas Rytter ins Endspiel ein und konnte im Finale gegen den FC Kopenhagen per Strafstoß das spielentscheidende Tor erzielen. Zwar gelangen ihm in der Liga im Saisonverlauf neun Tore, mit dem Klub reichte es jedoch nur zum fünften Tabellenplatz. Auch im folgenden Jahr blieb ihm trotz sieben Saisontoren der Einzug in den Europapokal verwehrt.

### Rückkehr nach Schweden
Zu Beginn der Spielzeit 2008/09 verlor Ericsson seinen Stammplatz bei Brøndby IF und kam vornehmlich als Einwechselspieler zum Einsatz. Daraufhin wechselte er im Dezember zurück in die Allsvenskan und unterschrieb einen Vertrag bei IF Elfsborg. Im Laufe der Allsvenskan-Spielzeit 2009 kam er lediglich unregelmäßig zum Einsatz, da er von mehreren Verletzungen gebremst wurde, konnte sich aber in der folgenden Spielzeit über weite Strecken in der Stammformation behaupten. In der Spielzeit 2011 bestritt er lediglich 18 der 30 Saisonspiele, daraufhin wechselte er Anfang 2012 auf Leihbasis bis zum 31. Juli des Jahres zum Göteborger Ligakonkurrenten BK Häcken. Dort überzeugte er und bestritt bis zum Ablauf der Leihfrist 15 Saisonspiele für die von Peter Gerhardsson betreute Mannschaft, so dass sich der Klub um eine Weiterbeschäftigung bemühte. Kurz vor seiner Rückkehr einigten sich die beiden Vereine und der Spieler, der schließlich einen bis 2015 gültigen Vertrag beim auf der Insel Hisingen beheimateten Verein unterzeichnete.